# أغتشة ريش (تشاراويماق)
أغتشة ريش (بالفارسية: آغچه‌ریش) هي منطقة سكنية تقع في تشارواماق الشرقية الريفية في إيران. يقدر عدد سكانها بـ 389 نسمة .